# Емануел Мутафов
Емануел Стефанов Мутафов е български византолог, преводач, професор по средновековно и възрожденско изкуство, директор на Института за изследване на изкуствата (2014-2022) при БАН, зам.-председател на БАН от 20.01.2025 г.

## Биография
Роден е на 9 януари 1968 г. в София в семейството на проф. Стефан Мутафов (1925-2010), невролог, и на съпругата му Снежинка (1932-2024). Има една сестра – Антоанета Дойчева.
Завършва средното си образование през 1987 г. със златна значка за отличен успех от Националната гимназия за древни езици и култури „Св. Константин-Кирил Философ“. Дипломната му работа на тема „Паганистични елементи в култа и иконографията на св. прор. Илия“ е издадена като монография същата година. В периода 1988 – 1989 г. следва история в Историческия факултет на СУ „Св. Климент Охридски“. Печели стипендия от Гръцката държавна фондация и в 1996 г. завършва археология и история на изкуството в Атинския университет. В периода 1996 – 1998 г. прави специализация по гръцка и славянска палеография в Центъра за славяно-византийски проучвания „Акад. Иван Дуйчев“ в София.
Започва преподавателска дейност като учител в средното образование. От 1996 г. до 2000 г. е хоноруван асистент по гръцки език и култура във Факултета по класически и нови филологии на СУ „Св. Климент Охридски“. През 2000 г. е назначен като проучвател в Института за изследване на изкуствата (ИИИзк) при БАН, а година по-късно успешно защитава докторантурата си по нова и най-нова обща история в Института за балканистика при БАН. С публикуването на книгата „Европеизация на хартия. Съчинения за живописта на гръцки език от първата половина на XVIII в.“ се утвърждава като един от най-добрите познавачи на ерминиите, техните особености и взаимовръзки и на зографската терминология.
Избран е за старши научен сътрудник по средновековно и възрожденско изкуство в ИИИзк при БАН през 2009 г. От 2010 г. е член на Общо събрание (ОС) на БАН и член на Научния съвет на ИИИзк. През 2013 г. е назначен като научен секретар на ИИИзк, а година по-късно е избран за директор на ИИИзк.
През 2014 г. Мутафов става член на редакционната колегия на сборника „Изкуствоведски четения“, а изданията от поредицата стават първите индексирани в Web of Science български сборници в областта на науките за изкуствата. От 2016 г. е член на редакционната колегия на сп. Arta Visuale на Института за културно наследство към Молдовската академия на науките, от 2017 г. е член на редакционната колегия на сп. Papers of BAS – Social Sciences and Humanities. През 2018 г. става член на Управителния съвет на сдружение „Наследство БГ“ по проект BG05M2OP001-1.001 – 0001 „Изграждане и развитие на център за върхови постижения „Наследство БГ“ с водещ партньор СУ „Св. Климент Охридски“. Същата година става член и на Художествения съвет на Националната галерия, София. През 2019 г. получава втората си хабилитация като професор по средновековно и възрожденско изкуство.
Активната си позиция на учен проф. Е. Мутафов изразява в общественото пространство по определени каузи като например отмяната на третата българска изложба в Лувъра; смяната на статута на музей с действаща джамия на „Св. София“ в Истанбул; подкрепя гражданските протести през август 2020 г.; застъпва се за промяна в названието на празника 24 май.

## Публикации
Емануел Мутафов има многобройни научни публикации, част от тях в Гърция, Северна Македония, Италия, Русия, Великобритания, Ирландия, Сърбия, Румъния, Молдова, Албания, като повечето от тях са на чужд език (английски, немски, гръцки, руски).

### Монографии
- The Chora Monastery of Constantinople. Cambridge University Press, 2024, DOI: 10.1017/9781108946476, ISBN 978-1-009-48680-4, 90 pp.https://www.cambridge.org/core/elements/chora-monastery-of-constantinople/DD8BD932E37001815B560601AA093AEA
- Ерминията на Йоанис Константину от 1831 г. АИ „Проф. Марин Дринов“, С., 2024.
- Богородица вместилище на невместимото: човешки измерения на Палеологовото изкуство в Константинопол, София: Марин Дринов, ИИИзк-БАН, ISBN 978-954-8594-81-3, 210 стр.[15]
- Европеизация на хартия. Съчинения за живописта на гръцки език от първата половина на XVIII век, София: ЕТ-АВА, 2001, 279 стр.[16][17]
- Християнска криптография. Функционална типология на криптограмите в Православното християнско изкуство. De Artibus Monographiae, Volumen I, София:Марин Дринов, ИИИзк-БАН, 2019, ISBN 978-954-8594-80-6, 214 стр.
- Паганистични елементи в култа и иконографията на св. прор. Илия, София: изд. К.К. Философ, 1987, 77 стр.
- Митрополитският храм „Св. Стефан“ в Несебър и неговият художествен кръг: културен контекст, интертекстуалност и интервизуалност, София: изд. Марин Дринов, 2022, 408 стр.[18]

### Преводи
Емануел Мутафов е преводач на научна литература от/на гръцки език. Превел е на български език три съвременни гръцки романа. Най-известният му превод е на „Малка Англия“ от Йоанна Каристияни.

### Илюстрации
Като художник Е. Мутафов се занимава предимно с графика. Илюстрирал е някои от преводите си, както и стихосбирките „Докосване от юг“ на Аристотелис Дарусис и „Анотации към Рая“ на Алън Стивънс.